# Los Serranos
Los Serranos (in valenciano: Els Serrans) è una delle 34 comarche della Comunità Valenciana, con una popolazione di 17 393 abitanti in maggioranza di lingua castigliana; suo capoluogo è Chelva (val. Xelva).
Amministrativamente fa parte della provincia di Valencia, che comprende 17 comarche.